# ル・ロックル
ル・ロックル（Le Locle）は、スイスのヌーシャテル州にあるコミューンで、ル・ロックル郡の郡庁所在地である。日本ではル・ロクルとも表記される。
その中心市街は、隣接するラ・ショー＝ド＝フォンの中心市街とともに、ユネスコの世界遺産リストに登録されている。

## 地理
ル・ロックルはフランス国境と接しており、国境を越えるとフランスのヴィエ＝ル＝ラック（Villers-le-Lac）である。
スイスの連邦統計局（l'Office fédéral de la statistique）によると、面積は 23.06 km2で、その16.0%が住宅地やインフラストラクチャー、53.8%が農地、29.10% が森林、0.2% が遊休地である。
ル・ロックル市内には、ル・コル＝デ＝ロシュ（Le Col-des-Roches）、ル・クレ＝デュ＝ロックル（Le Crêt-du-Locle）、ル・コロゾ（Le Crozot）、ラ・ジャリュズ（La Jaluse）、ル・プレヴー（Le Prévoux）、ル・カルチエ（Le Quartier）、レ・ルプラット（Les Replattes）などの町がある。隣接するコミューンはレ・ブルネ（Les Brenets）、ラ・ショー＝ド＝フォン、レ・ポン＝ド＝マルテル（Les Ponts-de-Martel）、ラ・ショー＝デュ＝ミリュー（La Chaux-du-Milieu）、ル・セルヌー＝ペキニョ（Le Cerneux-Péquignot）である。

## 歴史
ル・ロックルでは、17世紀以来、時計製造業が営まれてきた。半ば伝説化した期限によれば、1679年にロンドンからこの地に初めて持ち込まれた懐中時計が壊れたとき、手先の器用なダニエル・ジャン＝リシャールが修理を担当した。ジャン＝リシャールはその縁で仕組みを分析し、独力で時計製造を行うまでに漕ぎ着けた。その彼が腰を落ち着け、後継者を育成したのがル・ロックルであった。
町は1833年と1844年の大火で焼失した後、碁盤目状の都市計画に基づいて整然とした町並みが形成された。
市の中心部は、隣接するラ・ショー＝ド＝フォンの中心市街とともに、2009年に「ラ・ショー＝ド＝フォンとル・ロックル、時計製造業の都市計画」の名で、世界遺産リストに登録された。

## 人口
連邦統計局によれば、ル・ロックルの人口は10148人である（2008年）。人口密度は 440 人 / km2。
以下のグラフは1850年から2008年までの人口動態をまとめたものである。

## 文化

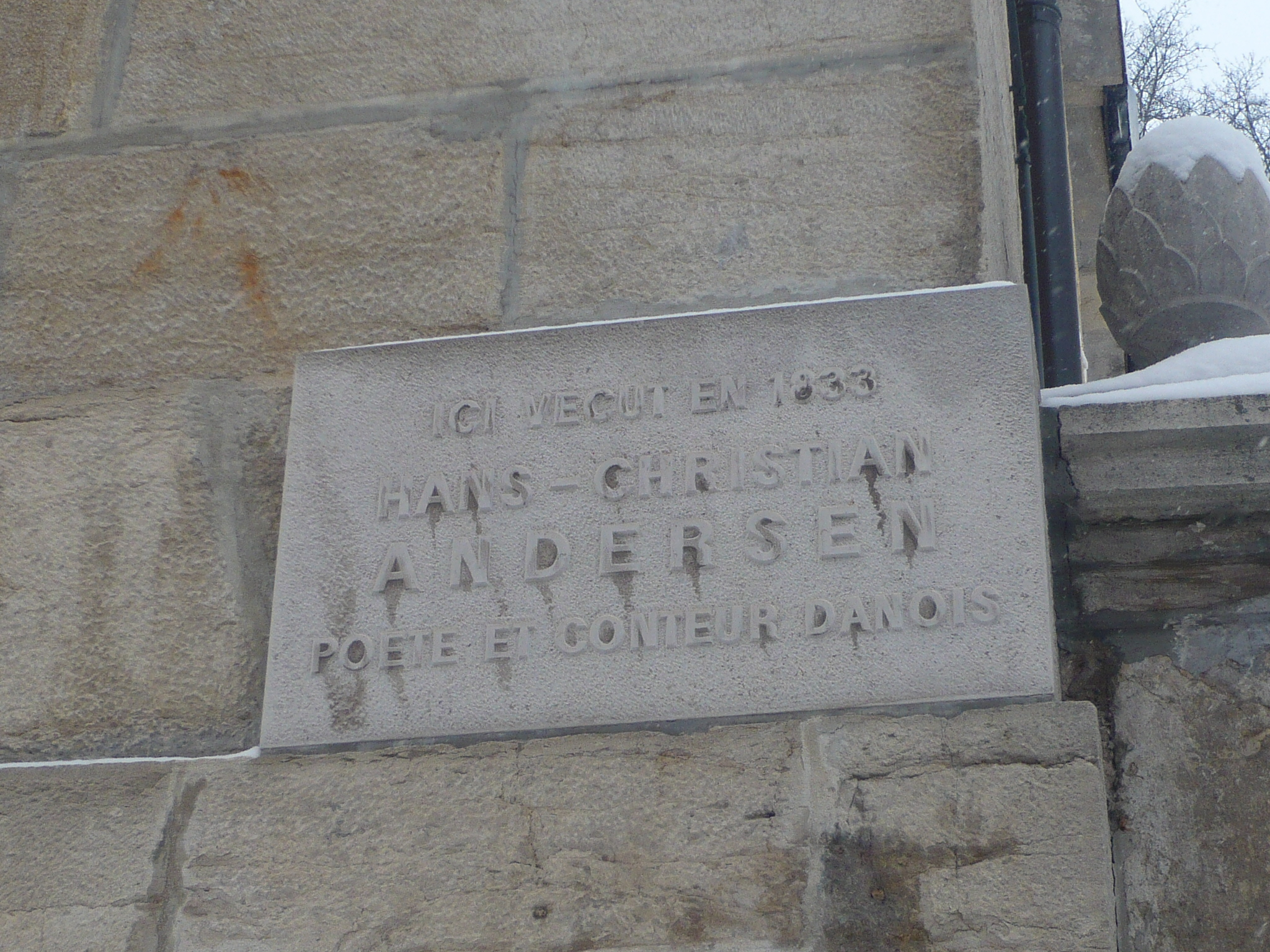
Rue du Crêt Vaillant 28, Hans-Christian Andersen

モン城（le Château des Monts）には、ル・ロックル時計博物館がある。この博物館は特に17世紀から18世紀の振り子時計や自動巻き時計のコレクションが充実している。

## 姉妹都市
- ジェラールメ（フランス）
- シドマス（Sidmouth, イギリス）

## 出身者
- フランソワ・ペルゴ - 時計職人
- ジョエル・カストロ・ペレイラ - サッカー選手
- ピエール・ファーヴル - ドラマー
- カール・ジラルデ - 画家
- シャルル・サミュエル・ジラルデ - 画家

## ル・ロックルゆかりの時計メーカー
- ティソ
- ミドー
- ゼニス
- ユリスナルダン
- ゾディアック
- アンジェラス※1970年代廃業、2015年復活後の拠点はラ・ショー＝ド＝フォン
- ユニバーサル・ジュネーブ※1934年ジュネーヴに移転
- ファーブル・ルーバ※現在の拠点はゾロトゥルン州グレンヒェン
- H.モーザー※発祥はロシア。現在の拠点はシャフハウゼン